# Кутахија (вилајет)
Кутахијски вилајет (тур. Kütahya ili) је вилајет у егејској регији Турске. Заузима површину од 11,889 km², где живи 590,496 становника (2010. процена). Године 1990., у Кутахији је живело 578,020 становника.

## Окрузи
Китахијски вилајет је подељен на 13 округа (престоница је подебљана):
- Алтинташ
- Асланапа
- Чавдархисар
- Доманич
- Думлупинар
- Емет
- Гедиз
- Хисарџик
- Кутахја
- Пазарлар
- Шапхане
- Симав
- Тавшанли